# Роджер Мартінес
Роджер Мартінес (ісп. Roger Martínez; нар. 23 червня 1994, Картахена) — колумбійський футболіст, нападник клубу «Ат-Таавун».
Виступав, зокрема, за клуби «Расинг» (Авельянеда) та «Депортіво Сантамарина», а також національну збірну Колумбії.

## Клубна кар'єра
Народився 23 червня 1994 року в місті Картахена. Вихованець юнацьких команд футбольних клубів «Естудьянтіл Портеньйо», «Архентінос Хуніорс» та «Расинг» (Авельянеда).
У дорослому футболі дебютував 2013 року виступами за команду клубу «Расинг» (Авельянеда), в якій провів один сезон, взявши участь у 14 матчах чемпіонату. 
Своєю грою за цю команду привернув увагу представників тренерського штабу клубу «Депортіво Сантамарина», до складу якого приєднався 2014 року та відіграв дев'ять матчів.
Протягом 2015—2015 років захищав кольори команди клубу «Атлетіко Альдосіві».
До складу клубу «Расинг» (Авельянеда) повернувся 2016 року. Відтоді встиг відіграти за команду з Авельянеди 10 матчів в національному чемпіонаті та забив чотири голи.
12 липня 2016 року перейшов до китайського клубу «Цзянсу». 7 січня 2018 року на правах оренди перейшов до іспанської команди «Вільярреал».
У червні 2018 року, Роджер переходить до мексиканської команди «Америка», у складі якої відіграв п'ять сезонів.
У 2023 році повернувся до аргентинського клубу «Расинг» (Авельянеда), цього разу відіграв за команду два сезони.
14 січня 2025 року на правах вільного агента перейшов до клубу «Ат-Таавун» із Саудівської Аравії.

## Виступи за збірні
Протягом 2015–16 років залучався до складу молодіжної збірної Колумбії. На молодіжному рівні зіграв у 4 офіційних матчах, забив 5 голів.
2016 року дебютував в офіційних матчах у складі національної збірної Колумбії. Наразі провів у формі головної команди країни 4 матчі, забивши 1 гол.
У складі збірної був учасником розіграшу Кубка Америки 2016 року у США, на якому команда здобула бронзові нагороди.

## Титули і досягнення
«Расинг» (Авельянеда)
- Володар Південноамериканського кубка: 2024

Збірні
- Бронзовий призер Кубка Америки: 2016